# Cybaeozyga
Cybaeozyga is een geslacht van spinnen uit de familie waterspinnen (Cybaeidae).

## Soorten
De volgende soorten zijn bij het geslacht ingedeeld:
- Cybaeozyga furtiva Hedin, Ramírez & Monjaraz-Ruedas, 2025
- Cybaeozyga heterops Chamberlin & Ivie, 1937